# Hux Flux
Hux Flux er et band fra Sverige, bestående af Denis Tapper og Henric Fietz. Deres musik er primært Psychedelic trance og Goa trance. Bandet blev formet i 1998, og indtil videre har de udgivet to album.

## Album
- Cryptic Crunch (Koyote Records 1999)
- Division by Zero (Spiral Trax 2003)

## EP
- Lex Rex Perplex/ErrorHead (2000)
- Reflux/Java Junkies (1999)
- Motor (2000)
- Time Slices/Perceptor (1998)